# Gregorova Vieska
Gregorova Vieska este o comună slovacă, aflată în districtul Lučenec din regiunea Banská Bystrica. Localitatea se află la altitudinea de 273 m deasupra n.m., se întinde pe o suprafață de 4,79 km2 și în 2017 număra 146 de locuitori.

## Istoric
Localitatea Gregorova Vieska este atestată documentar din 1393.

## Demografie
| An:                | 1994 | 2004   | 2014   | 2024   |
| ------------------ | ---- | ------ | ------ | ------ |
| Număr de persoane: | 137  | 144    | 141    | 140    |
| Diferență:         |      | +5,10% | −2,08% | −0,70% |

| An:                | 2023 | 2024 |
| ------------------ | ---- | ---- |
| Număr de persoane: | 140  | 140  |
| Diferență:         |      | +0%  |